# Modellbasiertes Systems Engineering
Modellbasiertes Systems Engineering (MBSE) (auch: „Modellbasierte Systementwicklung“) ist eine Methodik des Systems Engineerings, in der Informationen über ein (zu entwickelndes) System nicht mehr ausschließlich auf Dokumenten basieren, sondern auf Modellen.
Diese Modelle werden in der Regel auf Basis der UML- oder SysML-Spezifikation erstellt.

## Definition
2007 definierte das International Council on Systems Engineering (INCOSE) MBSE als
“the formalized application of modeling to support system requirements, design, analysis, verification and validation activities beginning in the conceptual design phase and continuing throughout development and later life cycle phases.”
„formalisierte Anwendung der Modellierung, um Tätigkeiten in bezug auf Anforderungen, Design, Analyse, Prüfung und Bewertung von Systemen ab Konzeption sowie während Entwicklung und späterer Lebenszyklusphasen zu unterstützen.“
In Anwendungsfällen, in denen die Relevanz der Modellierung die bloße systemtechnische Beschreibung deutlich übersteigt und integraler Bestandteil des Entwicklungsprozesses ist, wird gelegentlich der Begriff der modellgetriebenen Systementwicklung (Model Driven Systems Engineering, MDSE) verwendet.
Seit 2018 findet durch die INCOSE eine Weiterentwicklung von MBSE zu noch umfassenderem, interdisziplinärem Digital Engineering statt. Ferner wurde die INCOSE Vision des Jahres 2009 zur Zukunft des Systems Engineering fortgeschrieben und als strategischer Leitfaden bis 2035 veröffentlicht.

## Vorteile

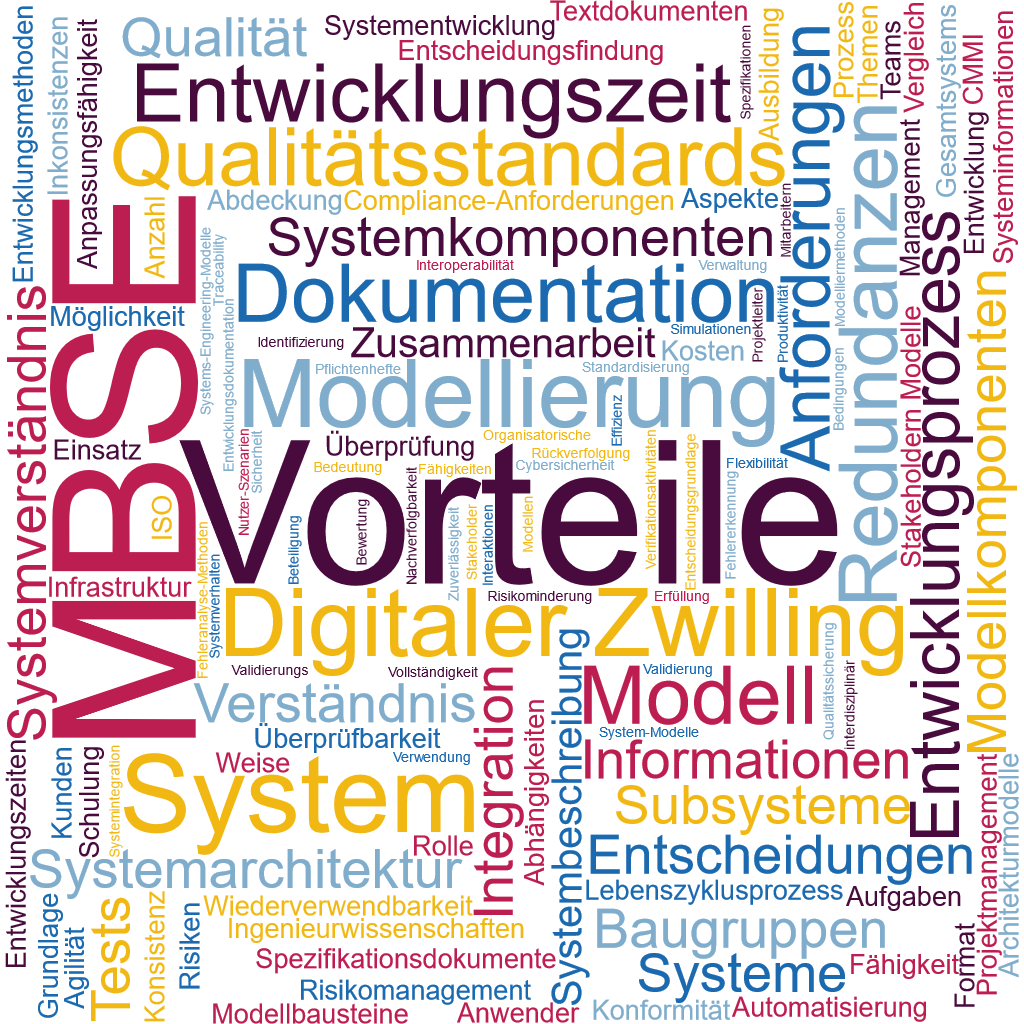
Zusammenfassung der MBSE-Vorteile

Im Vergleich zu reinen Textdokumenten haben Systems-Engineering-Modelle mehrere konkrete Vorteile. Im Folgenden sind sie thematisch klassifiziert nach ihrer Bedeutung aufgelistet, beginnend mit dem jeweils wichtigsten Vorteil:

### Modelle und Modellierung
- Systemverständnis und -beschreibung: MBSE ermöglicht grundsätzlich eine präzisere und umfassendere Modellierung des betrachteten Systems als mit den Prosatexten in klassischen Spezifikationsdokumenten und Pflichtenheften, was zu einem besseren Verständnis des Systems durch alle Beteiligten führt. Die natürliche Sprache ist in aller Regel nicht eindeutig. Je nach Vorkenntnissen, Verständnis oder Kultur werden Aussagen unterschiedlich aufgefasst. („Ein Bild sagt mehr als tausend Worte“)
- Grundlage für digitale Zwillinge: Ein digitaler Zwilling ist das dynamische virtuelle Modell eines Systems, Prozesses oder Dienstes. Die Voraussetzung für einen digitalen Zwilling ist ein physischer Zwilling. Dieser wird jedoch mit Hilfe der Modelle aus dem MBSE-Prozess beschrieben, in all seinen Baugruppen und Einzelteilen hergestellt, getestet, montiert/integriert und in Betrieb genommen. Deshalb ist ein umfassendes MBSE-Modell Voraussetzung für einen digitalen Zwilling, der mit den Echtdaten des physischen Zwillings interoperabel kommuniziert.[8] Damit lassen sich beispielsweise Verhaltenssimulationen des digitalen Zwillings effektiver durchführen und das operative Verhalten des physischen Zwillings lässt sich leichter optimieren.
- Systemarchitektur: Architekturmodelle können mit MBSE interdisziplinär unter Beteiligung unterschiedlicher Ingenieurwissenschaften entwickelt werden. Sie erlauben zu jeder Zeit die Rückverfolgung aller bis dahin bekannten Abhängigkeiten und spielen ebenfalls eine zentrale Rolle für digitale Zwillinge.
- Wiederverwendbarkeit von Modellkomponenten: Da MBSE eine systematische Modellierung des Systems ermöglicht, können Subsysteme, Baugruppen und Modellkomponenten wiederverwendet werden. Dies kann dazu beitragen, die Entwicklungszeit und -kosten zu reduzieren, da neue Systeme aus bereits vorhandenen Modellen zusammengestellt werden können.
- Management von Redundanzen: MBSE ermöglicht eine systematische und strukturierte Modellierung des Systems, wodurch Redundanzen in den Anforderungen und Spezifikationen vermieden werden können. Dadurch wird die Konsistenz und Vollständigkeit der Systembeschreibung verbessert. Dort, wo Redundanzen aus sicherheitskritischer Perspektive erforderlich sind, macht MBSE solche Fähigkeiten von Anfang an transparent.
- Sicherheit und Zuverlässigkeit: Der Einsatz von MBSE eröffnet die Fähigkeit, das betrachtete System in einem digitalen Modell vollständig zu analysieren und zu optimieren, bevor es implementiert und in Betrieb genommen wird. Durch geeignete Fehleranalysemethoden kann frühzeitig sichergestellt werden, dass das System zuverlässig arbeitet. Ferner lassen sich spezifische Modellbausteine für die Cybersicherheit in Systemmodelle integrieren. Auch dieser MBSE-Vorteil spielt bei digitalen Zwillingen eine wichtige Rolle.

### MBSE Lebenszyklusprozess
- Fehlererkennung und Risikominderung: MBSE begünstigt die frühe Identifikation und Bewertung von Fehlern und Risiken im Entwicklungsprozess, wodurch Fehler- und Risikomanagement effektiver gestaltet werden können. MBSE kann als Grundlage für Simulationen und Tests verwendet werden, um das Systemverhalten zu überprüfen und zu validieren. So können Fehler und Risiken im System frühzeitig erkannt und behoben bzw. minimiert werden.
- Traceability und Nachverfolgbarkeit: Mit MBSE können Entscheidungen und Änderungen im Entwicklungsprozess leichter nachvollzogen werden, da alle Anforderungen in einem zentralen Modell gespeichert und Abhängigkeiten zwischen den Anforderungen codiert sind. Ohne diese Fähigkeiten können keine digitalen Zwillinge entstehen. Nachverfolgbarkeit erleichtert ferner die Erfüllung von Compliance-Anforderungen.
- Integration von Systemkomponenten: MBSE ermöglicht eine präzise Modellierung aller Systemkomponenten, Baugruppen und Subsysteme sowie deren Interaktionen, wodurch eine bessere Integration und Interoperabilität des Gesamtsystems erreicht werden kann.
- Flexibilität, Anpassungsfähigkeit und Agilität: MBSE ermöglicht es, Modelle schnell anzupassen und zu ändern, um diese an neue Anforderungen und neue operative Bedingungen anzupassen. Hierdurch werden agile Entwicklungsmethoden unterstützt.
- Qualitätssicherung und Qualitätsstandards: Mit MBSE ist es möglich, die Qualität des betrachteten Systems durch die Integration von Qualitätsstandards wie ISO 9001 oder Reifegradmodellen wie CMMI systematisch zu verbessern und sowohl technisch als auch prozessbezogen abzusichern.
- Überprüfbarkeit und Validierung: MBSE ermöglicht die Integration von Validierungs- und Verifikationsaktivitäten direkt in den Entwicklungsprozess, was zu einer effektiveren Überprüfung des Systems und einer besseren Abdeckung der Anforderungen bei der Systemintegration führt. Dabei kann Testautomatisierung eine wichtige Rolle spielen.
- Dokumentation und Verwaltung von Systeminformationen: MBSE ermöglicht eine automatisierte Dokumentation, welche die Entwicklungsdokumentation konsistenter und präziser macht. Dies ist insbesondere bei der Entwicklung von sicherheitskritischen Systemen von Vorteil.

### Organisatorische Aspekte
- Zusammenarbeit mit Kunden und Stakeholdern: Mit MBSE wird es leichter, das Systemverständnis und die Systembeschreibung mit Kunden und anderen Stakeholdern zu teilen. Dies verbessert die Zusammenarbeit und das Verständnis der Anforderungen und trägt dazu bei, dass das fertige System den Anforderungen der Stakeholder entspricht. Dabei spielen die gewünschten Nutzer-Szenarien der Anwender die zentrale Rolle.
- Entscheidungsfindung: MBSE ermöglicht eine detaillierte Modellierung eines geplanten Systems, was dem Projektmanagement eine bessere Entscheidungsgrundlage bietet. Projektleiter und verantwortliches Management können schnellere und bessere Entscheidungen treffen, da sie auf fundierten Informationen basieren.
- Kosten und Entwicklungszeiten: MBSE kann dazu beitragen, die Entwicklungszeit und die Kosten für die Systementwicklung zu reduzieren, da es den Entwicklungsprozess effizienter, transparenter und risikoärmer macht und so die Anzahl der erforderlichen Tests reduziert, weil Fehler frühzeitig erkannt und behoben wurden.
- Schulung und Ausbildung: MBSE bietet eine intuitive und visuelle Möglichkeit, komplexe Systeme einfacher erklärbar darzustellen. Dadurch kann es dazu beitragen, Schulung und Ausbildung von Mitarbeitern zu verbessern.

### MBSE-Infrastruktur
Es gibt umfassende Literatur über MBSE-Infrastruktur und verknüpfte MBSE-Werkzeuge. Zentraler Punkt ist überall:
- Effizienz und Produktivität durch Automatisierung und Standardisierung: Durch die Verwendung von Modelliermethoden und -werkzeugen können viele manuelle Aufgaben automatisiert werden, was die Entwicklungszeit verkürzt und menschliche Fehler minimiert. Die Modellierung von Systemen in einem standardisierten Prozess und Format ermöglicht eine bessere Zusammenarbeit zwischen verschiedenen Teams, indem sie eine gemeinsame Sprache und ein gemeinsames Verständnis der Systemarchitektur schafft. Dadurch können Engpässe oder Inkonsistenzen im Entwicklungsprozess vermieden werden.

Wichtig ist es, zu beachten, dass diese Vorteilsrangfolge nur eine allgemeine Schätzung darstellt und dass die Bedeutung der einzelnen Vorteile stark von spezifischen Projekanforderungen, organisatorischen Bedingungen und Zielen des zu betrachtenden Systems abhängt. Die Reihenfolge muss gegebenenfalls entsprechend angepasst werden.
Nach Robert Cloutier sollen im Ergebnis besseres Problemverständnis aller Projektbeteiligten und weitreichende Komplexitätsbeherrschung erzielt werden können.

## Herausforderungen

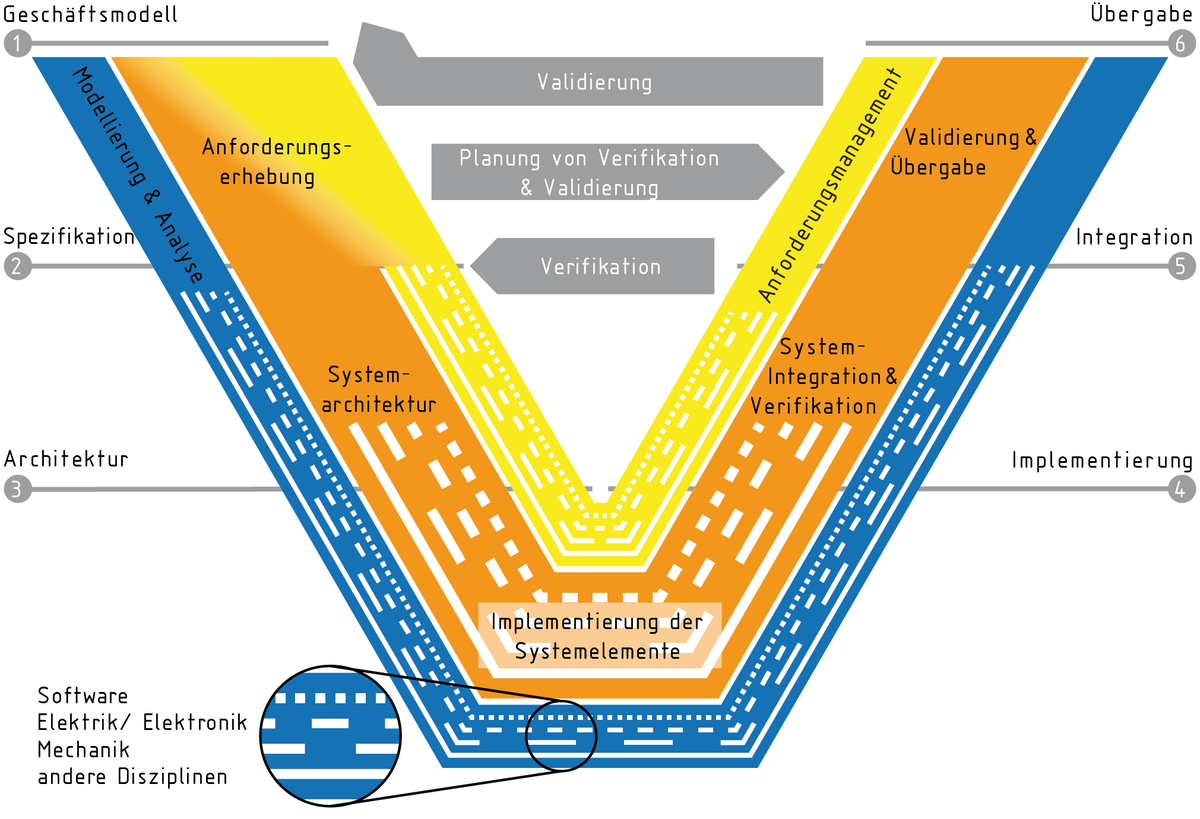
Mechatronisches V-Modell nach VDI/VDE 2206 aus dem Jahr 2021

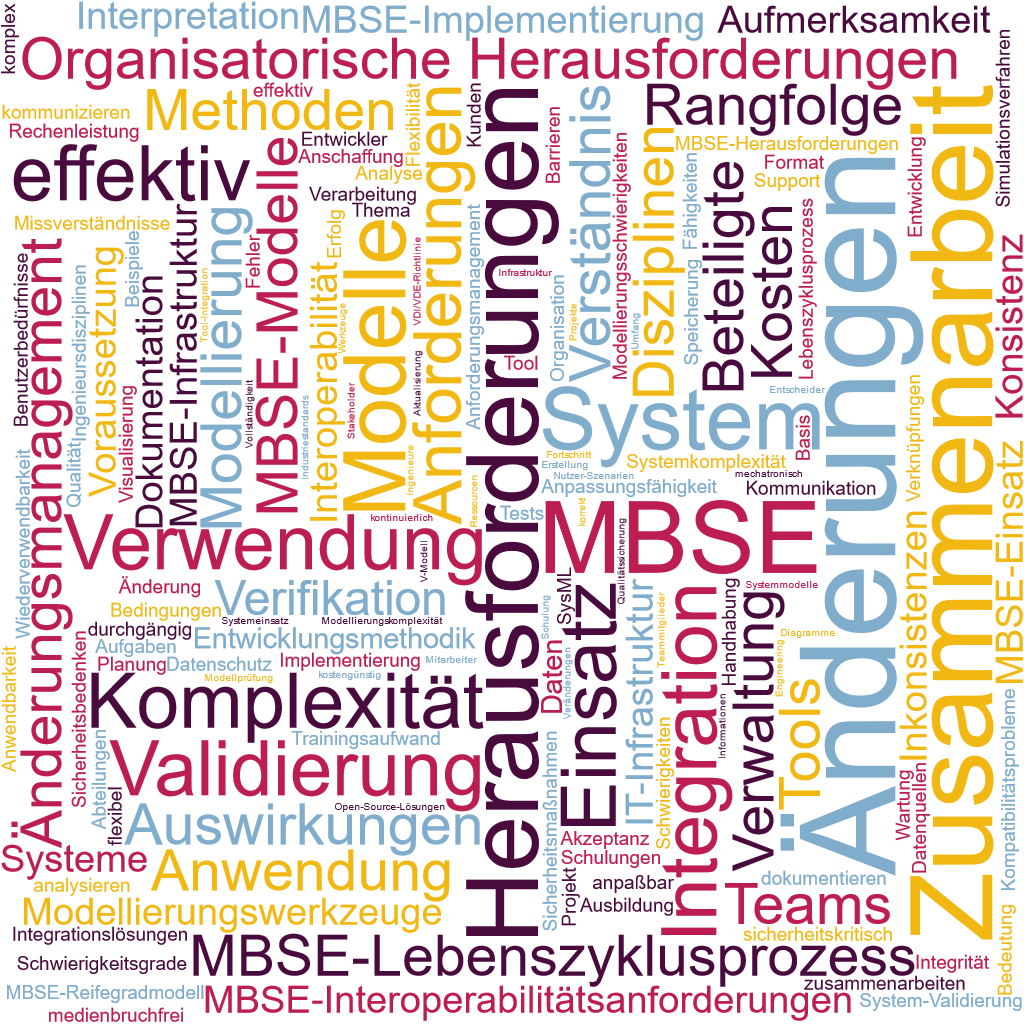
Zusammenfassung der MBSE-Herausforderungen

Es gibt ein ganzes Spektrum an Herausforderungen beim Einsatz von MBSE. Diese lassen sich konkret durch ein MBSE-Reifegradmodell bewerten. Die Rangfolge der MBSE-Herausforderungen kann von Projekt zu Projekt unterschiedlich sein, da dies von den jeweiligen Anforderungen des Projekts, dem Fortschritt von MBSE-Implementierung in einer Organisation und den Fähigkeiten des/der jeweiligen Teams abhängt. Daher ist es schwierig, eine allgemeingültige Rangfolge festzulegen. Der VDI empfiehlt jedoch in diesem Zusammenhang in seiner Richtlinie VDI/VDE 2206 aus dem Jahre 2021 das V-Modell als Teil der „Entwicklungsmethodik für mechatronische Systeme“. Darauf aufbauend lässt sich auch hier eine thematisch klassifizierte Rangfolge aufstellen, beginnend mit den jeweils größten Herausforderungen:

### Modelle und Modellierung
- Modellierungsschwierigkeiten und Systemkomplexität: Die Verwendung von MBSE hängt eng mit der Komplexität des betrachteten Systems zusammen. Dies liegt daran, dass es eine Vielzahl von Modellen und Diagrammen gibt, die erstellt und aktualisiert werden müssen, um das betreffende System vollständig zu beschreiben. Wenn der Aktualisierungsprozess nicht beherrscht wird, kann dies zu erheblichen Schwierigkeiten bei der Verwaltung und Verwendung der Modelle führen. Deshalb ist hier größte Aufmerksamkeit erforderlich.
- Modellierungskomplexität: Eine weitere Herausforderung bei der Anwendung von MBSE ist die Komplexität der Modellierung. Es ist schwierig, Modelle zu erstellen, welche die Komplexität des realen Systems genau widerspiegeln und dennoch verständlich und einfach zu verwenden sind.
- Validierung und Verifikation der Modelle: Validierung und Verifikation der Modelle gehören neben der Handhabung der Systemkomplexität zu den größten Herausforderungen beim Einsatz von MBSE, da sichergestellt werden muss, dass die Modelle korrekt sind. Das Fehlen einer angemessenen Validierung und Verifikation kann zu Fehlern und Inkonsistenzen im System führen. Dies wiederum führt zu hohen Entwicklungskosten und möglicherweise zu gefährlichen Situationen beim Systemeinsatz, was unter allen Umständen vermieden werden muss.
- Anwendbarkeit: Nicht alle Systeme sind für die Anwendung von MBSE geeignet. Insbesondere bei Systemen mit geringer Komplexität oder kleinem Umfang kann der Einsatz von MBSE übertrieben oder unnötig sein.
- Konsistenz: Eine der wichtigsten Anforderungen an MBSE ist die Konsistenz der Modelle. Es ist wichtig sicherzustellen, dass alle Modelle korrekt miteinander verknüpft sind und dass es keine Inkonsistenzen gibt, die zu Fehlern im System führen können.
- Flexibilität und Anpassungsfähigkeit: MBSE benötigt Flexibilität und Anpassungsfähigkeit, um Änderungen im System oder bei den Anforderungen gerecht zu werden. Es kann jedoch unter bestimmten technischen oder operativen Bedingungen schwierig sein, die Modelle schnell und effektiv anzupassen, um auf Änderungen zu reagieren.
- Interpretation und Visualisierung: Ein Problem bei der Verwendung von MBSE ist die Interpretation und Visualisierung von Modellen. Es kann schwierig sein, komplexe Modelle auf eine Weise zu visualisieren, die für alle Beteiligten verständlich und nützlich ist.

### MBSE Lebenszyklusprozess
- Kommunikation und Zusammenarbeit: Eine der größten Herausforderungen beim MBSE-Lebenszyklusprozess besteht darin, sicherzustellen, dass alle Stakeholder des Systems, wie Entscheider, Kunden und Nutzer, effektiv miteinander kommunizieren und zusammenarbeiten. Hierbei ist es wichtig, dass alle Beteiligten ein gemeinsames Verständnis des Systems haben und dass die Modelle verständlich und zugänglich sind.
- Anforderungsmanagement: Die korrekte Erfassung von Anforderungen ist eine zentrale Voraussetzung für die effektive Anwendung von MBSE. Wenn die Anforderungen und Details der gewünschten Nutzer-Szenarien nicht vollständig erfasst werden oder nicht testbar sind, sind die Modelle nicht geeignet, das System vollständig zu beschreiben und zu analysieren.
- Kontinuierliche Pflege und Aktualisierung: MBSE-Modelle müssen kontinuierlich gepflegt und aktualisiert werden, um sicherzustellen, dass sie den aktuellen Anforderungen und Bedingungen entsprechen. Dies erfordert eine effektive Verwaltung der Modelle und ein Verständnis für die Auswirkungen von Systemänderungen.
- Änderungsmanagement: MBSE erfordert ein effektives Änderungsmanagement, um sicherzustellen, dass Änderungen an den Modellen und am System angemessen verwaltet und dokumentiert werden. Ein unzureichendes Änderungsmanagement führt dazu führen, dass Änderungen verloren gehen und dass das System instabil werden kann. Kleine Änderungen an einem Modell können weitreichende Auswirkungen auf andere Teile des Systems haben.
- Validierung und Verifikation: MBSE-Modelle müssen validiert und verifiziert werden, was eine umfangreiche Modellprüfung, Simulationsdurchläufe und Tests erfordert.
- Wiederverwendbarkeit: Modelle können als Basis für die Entwicklung ähnlicher Systeme dienen. Daher ist es wichtig, dass Modelle flexibel und anpassungsfähig sind und dass die verwendeten Standards und Methoden für die Wiederverwendung geeignet sind.
- Dokumentation: Die Erstellung der Dokumentation für MBSE-Modelle um sicherzustellen, dass sie für zukünftige Verwendung und Wartung zugänglich sind, kann eine Herausforderung darstellen.

### Organisatorische Aspekte
- Ausbildung und Schulung: MBSE erfordert spezialisierte Fähigkeiten und Schulungen, um effektiv für komplexe Aufgaben im Systems Engineering eingesetzt zu werden. Das bedeutet, dass Mitarbeiter entsprechend ausgebildet werden müssen, um die notwendigen Modellierungswerkzeuge, -methoden und -techniken anwenden zu können. Besonders der Einsatz von SysML erfordert für erfolgreiche und komplette Systemmodelle einen erheblichen Trainingsaufwand.
- Verständnis und Akzeptanz der Teammitglieder: Der Einsatz von MBSE erfordert oft kulturelle Veränderungen in der Organisation. Dies kann Widerstand und Ängste hervorrufen, insbesondere wenn es um die Verwendung von neuen Werkzeugen und Methoden geht. Es erfordert auch eine stärkere Zusammenarbeit zwischen den verschiedenen betroffenen Abteilungen und Disziplinen.
- Zusammenarbeit zwischen den Disziplinen: Die effektive jedoch schwierige Zusammenarbeit zwischen den verschiedenen Teams und Ingenieursdisziplinen kann besonders bei komplexen mechatronischen Systemen eine entscheidende Voraussetzung für den Erfolg von MBSE.
- Sprachliche Barrieren: Bei der Verwendung von MBSE können sprachliche Barrieren auftreten, insbesondere bei global verteilten Teams. Es ist wichtig, sicherzustellen, dass alle Beteiligten die gleichen semantischen und semiotischen Sprachkonstrukte verwenden, um Missverständnisse zu vermeiden.

### MBSE-Infrastruktur
- Kosten: Der Einsatz von MBSE kann mit erheblichen Kosten verbunden sein, die für die Anschaffung von kommerziellen Modellierungswerkzeugen, Schulungen und IT-Infrastruktur entstehen. Zudem können höhere Anforderungen an die Ressourcen (wie Speicherplatz und Rechenleistung) zur Speicherung und Verarbeitung von Modellen entstehen.
- Tool- und IT-Infrastruktur: Eine der größten Herausforderungen beim Einsatz von MBSE ist die Integration von verschiedenen Systemen und Tools zu einer durchgängigen MBSE-Infrastruktur und IT-Architektur, welche für zur Modellierung erforderlich ist. Die Integration von Daten aus verschiedenen Quellen ist oft Teil einer solchen Herausforderung.
- Tool-Integration: MBSE erfordert die Verwendung von verschiedenen Modellierungswerkzeugen, die möglicherweise nicht vollständig integriert sind, was dann zu Kompatibilitätsproblemen führt. Deshalb ist dem Thema „Interoperabilität“ bei MBSE extreme Aufmerksamkeit zu schenken. Dafür ist es wichtig, dass Daten in einem einheitlichen Format vorliegen, das von allen Tools und Systemen verstanden werden kann. Hierzu existieren verschiedene Industriestandards und Beispiele.[12][13]
- Datenschutz- und Sicherheitsbedenken: Die Verwendung von MBSE erfordert die Speicherung und Verarbeitung von Informationen, die möglicherweise vertraulich oder sicherheitskritisch sind. Es ist wichtig, sicherzustellen, dass geeignete Datenschutz- und Sicherheitsmaßnahmen getroffen werden, um die Integrität von Daten und Modellen zu gewährleisten.

Je mehr MBSE-Herausforderungen von Organisationen und ihren Teams mit zunehmendem MBSE-Reifegrad gemeistert werden, um so größer sind die Fähigkeiten effektive digitale Zwillinge zu entwerfen, zu gestalten und zu betreiben.

## MBSE-Bedeutung für System-of-Systems Engineering
System-of-Systems Engineering (SoSE) ist ein multidisziplinärer Ansatz zur Entwicklung von großen und komplexen Systemen, die aus mehreren autonomen Einzelsystemen bestehen. SoSE umfasst die Integration dieser Einzelsysteme, um eine Gesamtfunktion zu erreichen, die über die Funktionen der Einzelsysteme hinausgeht.
MBSE wird dabei als Ansatz zur Entwicklung komplexer Systeme mit seiner Verwendung von Modellen zur Beschreibung von Systemen und ihrer Interaktionen in SoSE oft angewendet, um die Entwicklung, Integration und Validierung von Systemen in einer noch komplexeren Umgebung mit anderen interagierenden Systemen zu unterstützen.

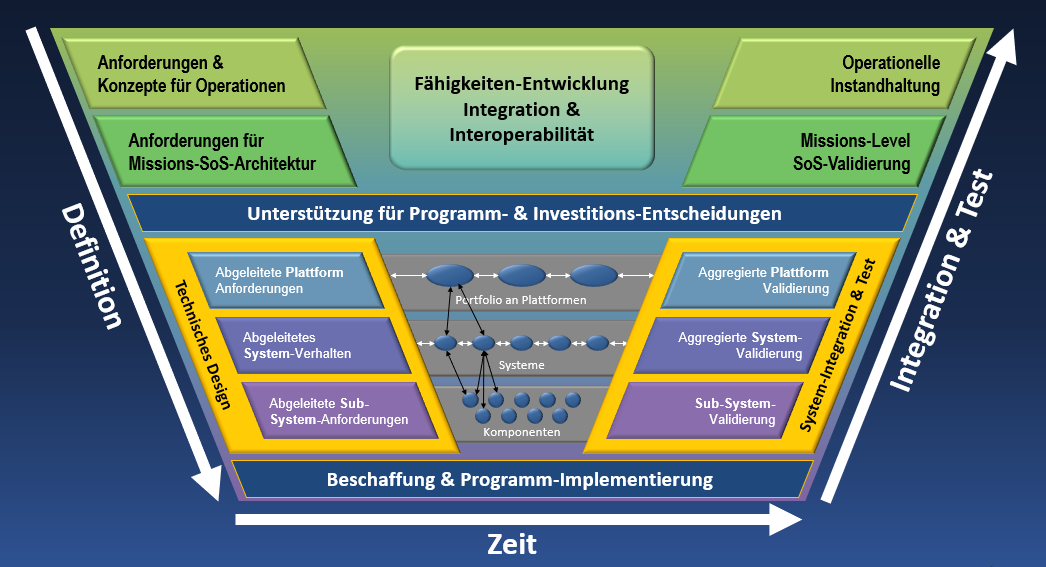
Missions-orientiertes V-Modell für den SoSE-Lebenszyklus

In SoSE kann MBSE dazu beitragen, die Komplexität besser zu handhaben, indem es alle beteiligten Systeme und ihre Interaktionen in einem formalen Modell darstellt. Durch die Verwendung von MBSE in SoSE können Ingenieure, Entwickler und Nutzer eine umfassende Sicht auf das System, seine Komplexität und seine Eigenschaften erhalten, einschließlich seiner Funktionalität, Leistung, Sicherheit und Zuverlässigkeit. SoSE-Fähigkeiten werden insbesondere bei herausfordernden Projekten in der Raumfahrt, beim Militär, im Katastropheneinsatz, im vernetzten Verkehr und für die kritische Infrastruktur benötigt. Der SoSE-Lebenszyklusprozess orientiert sich dabei stark am mechatronischen V-Modell des MBSE.
Diese wichtigen MBSE-Aspekte für die Komplexitätsbeherrschung bei SoSE können dazu beitragen, die Integration und Interoperabilität von heterogenen Einzelsystemen zu verbessern, die oft von unterschiedlichen Herstellern oder Entwicklern stammen. Diese Einzelsysteme können unterschiedliche Sprachen, Standards, Architekturen und Plattformen verwenden, was die Integration und Zusammenarbeit erschweren kann. Durch die Verwendung von MBSE können diese Systeme in einem einheitlichen Modell beschrieben werden, das die Schnittstellen und Interaktionen zwischen ihnen definiert.
Ein weiterer Vorteil von MBSE in SoSE ist die Möglichkeit, verschiedene Szenarien und Konfigurationen zu modellieren und zu simulieren, um ihre Auswirkungen auf das hochkomplexe Gesamtsystem zu untersuchen und die Effekte aller relevanten Abhängigkeiten besser zu verstehen. Dies kann dazu beitragen, mögliche Probleme und Risiken für das Gesamtsystem im Vorfeld effektiv zu identifizieren und zu lösen, bevor das System implementiert wird.

### Beispiele

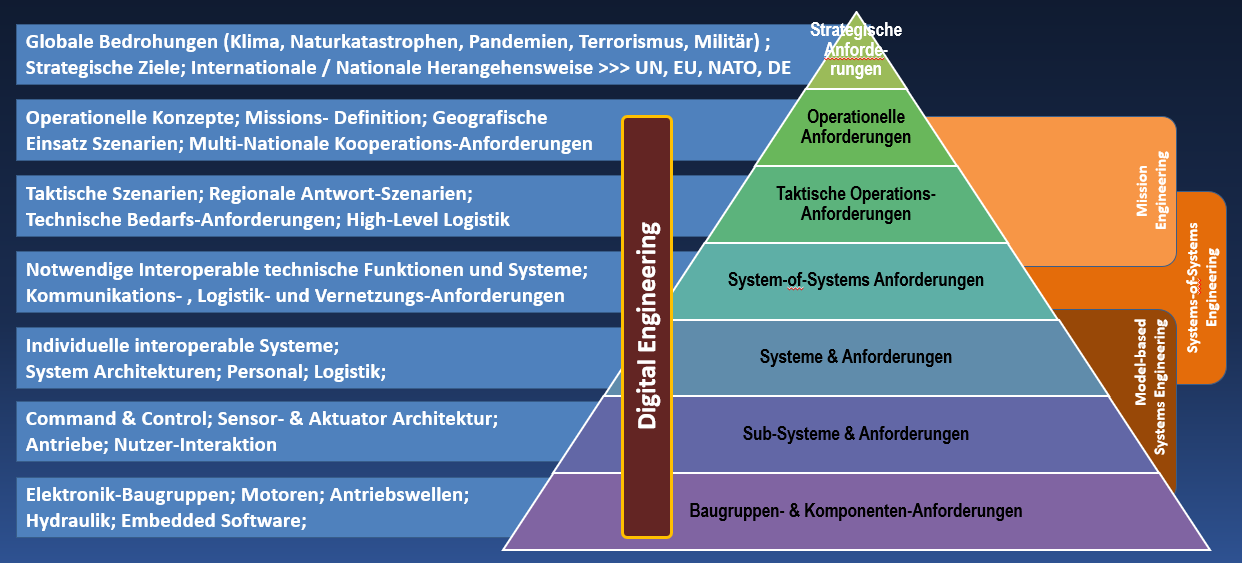
Der Zusammenhang von Mission Engineering, SoSE und MBSE

- Verkehr – Luftverkehrsmanagementsysteme, städtische/nationale/internationale Bahnsysteme, europäisches Eisenbahnnetzkontrollsystem, integrierter Bodentransport, ÖPNV, städtische Verkehrsleitsysteme, Güterverkehrsmanagement, Hafenmanagement sowie Raumfahrtsysteme und -missionen, Fahrzeugentwicklung Hybrid- und Elektrofahrzeuge
- Energie – intelligenter Energieverbrauch, intelligente EE-Quellen-Nutzung und -Verteilung, intelligente Häuser, Verbrauchsoptimierung in der Industrie
- Gesundheitswesen – digitalisierte, vernetzte Krankenhäuser und Arztpraxen, Notdienste, vernetzte medizinische Großgeräte, medizinische Informationssysteme und Entscheidungsunterstützung, medizinische Robotik, Pandemie-Management, persönliches Gesundheitsmanagement
- Verteidigung – Militärische Missionen jeglicher Art[18][19], vernetzte Operationsführung/Luftverteidigung/landgestützte Verteidigung/maritime Verteidigung, bedarfsgesteuerte, durchgängige und interoperable Beschaffung von militärischen Gütern
- Industrielle Fertigung – Management-Informationssysteme und Entscheidungsunterstützung, Produktionsautomatisierung, Industrie 4.0, durchgängige und interoperable Beschaffung und Lieferantenintegration
- Kritische Infrastrukturen – Smart City, intelligentes Stromnetz, städtische und regionale Wasserversorgung, Abwassernetze und Kläranlagen, Ressourcenverbrauch, Kommunikationsnetze, Katastrophenschutzmissionen

## MBSE und digitale Zwillinge
Digitale Zwillinge sind virtuelle Modelle von physischen Systemen, um deren Verhalten und Leistung zu simulieren, zu analysieren und zu optimieren. MBSE kann für digitale Zwillinge eingesetzt werden, um das Design, die Entwicklung und die Wartung von physischen Systemen zu unterstützen. Die Integration von MBSE in den Entwurfsprozess des digitalen Zwillings ist ein wichtiger Schritt zur Erstellung eines vollständigen Modells des realen Systems. Dabei werden ähnliche Schritte wie beim mechatronischen V-Modell durchlaufen:
- Festlegung der Systemanforderungen: Die Systemanforderungen und operativen Szenarien werden definiert und dokumentiert, um sicherzustellen, dass das Modell des digitalen Zwillings alle Anforderungen des realen Systems erfüllt.

- Erstellung eines Modells des realen Systems: Das Modell des realen Systems wird erstellt, indem die relevanten Komponenten und Details für die Architektur des realen Systems erfasst werden. Das Modell kann aus verschiedenen Arten von Modellen bestehen, wie z. B. funktionalen, physischen oder verhaltensbezogenen Modellen.

- Integration von Datenquellen: Daten aus verschiedenen Quellen wie Sensoren, IoT-Geräten und anderen Datenquellen werden integriert, um das Modell des digitalen Zwillings zu aktualisieren und das Verhalten des realen Systems in Echtzeit widerzuspiegeln.

- Validierung und Überprüfung des Modells: Das Modell des digitalen Zwillings wird validiert und überprüft, um sicherzustellen, dass es alle Anforderungen des realen Systems erfüllt und das Verhalten des Systems korrekt widerspiegelt.

- Nutzung des Modells für die Analyse und Optimierung des realen Systems: Das Modell des digitalen Zwillings wird verwendet, um das Verhalten des realen Systems zu simulieren, zu analysieren und zu optimieren. Durch die Analyse des Modells können Schwachstellen im realen System identifiziert und Verbesserungen vorgenommen werden, um die Effizienz und Zuverlässigkeit des realen Systems abzusichern und zu steigern. So bildet MBSE eine wichtige Grundlage für die Tests des realen Systems.

- Kontinuierliche Aktualisierung des Modells: Das Modell des digitalen Zwillings wird kontinuierlich aktualisiert, um Änderungen im realen System zu berücksichtigen und sicherzustellen, dass das Modell immer auf dem neuesten Stand ist

Diese Vorgehensweise bietet folgende Vorteile:
- Risikominimierung: Durch die Verwendung von Modellen können verschiedene Einsatzszenarien simuliert und Risiken minimiert werden, bevor das physische System gebaut wird.
- Effizienzsteigerung: Die Verwendung von Modellen kann die Entwicklungszeit und die Kosten reduzieren, indem technisch-konzeptuelle und operative Probleme in einem frühen Stadium des Entwicklungsprozesses erkannt und behoben werden.
- Verbesserung der Wartung: Durch die Verwendung von digitalen Zwillingen können Wartungsprozesse optimiert und verbessert werden, da der Zustand des physischen Systems kontinuierlich überwacht und simuliert werden kann.

Die Verwendung von MBSE für digitale Zwillinge erfordert eine sorgfältige Integration von verschiedenen Datenquellen und Systemelementen sowie die Verwendung von Standards und Notationen, um eine nahtlose Zusammenarbeit aller Systemelemente zu gewährleisten.